# نينون غييون-رومارون
نينون غييون-رومارون (بالفرنسية: Ninon Guillon-Romarin)‏ (من مواليد 15 أبريل 1995) لاعبة قفز بالزانة فرنسية. شاركت في قبو السيدات في بطولة العالم 2017 في ألعاب القوى. مثلت فرنسا في بطولة أوروبا عام 2017 ، حيث احتلت المركز الثالث مع قفزة بلغت 4.45 متر في ليل. في بطولة أوروبا لألعاب القوى تحت 23 عام 2017 ، احتلت المركز الرابع مع قفزة 4.35 متر.

## روابط خارجية
- نينون غييون-رومارون على موقع الاتحاد الدولي لألعاب القوى (الإنجليزية)
- نينون غييون-رومارون على موقع الاتحاد الفرنسي لألعاب القوى (الفرنسية)
- نينون غييون-رومارون على موقع اللجنة الأولمبية الفرنسية (مؤرشف) (الفرنسية)